# جيرهارد هيرم
جيرهارد هيرم (بالألمانية: Gerhard Herm)‏ هو صحفي وكاتب ومؤلف ألماني، ولد في 1931 في كرايلسهايم في ألمانيا، وتوفي في 9 مارس 2014.